# Dumitru Hubert
Dumitru Hubert (n. 3 septembrie 1899, București, România – d. 27 august 1934, Brașov, România) a fost un aviator și bober român, care a concurat în cadrul competițiilor de bob în anii '30 ai secolului al XX-lea.

## Biografie
Împreună cu colegul său aviator, Alexandru Papană, Hubert a făcut parte din echipa României ca pilot de bob la Jocurile Olimpice de la Lake Placid (1932), la care a obținut locul 4 în proba de bob - 2 și locul 6 în proba de bob - 4.
În 1933, la Campionatele Mondiale de la Schreiberhau, în Germania (astăzi Szklarska Poręba, în Polonia), Papană și Hubert au câștigat medalia de aur la bob-2, câștigând primul din cele doar două titluri mondiale românești la acest sport. În anul următor, același cuplu sportiv s-a clasat pe locul al treilea la Campionatele Mondiale de la Engelberg, în timp ce echipa formată din Alexandru Frim și Vasile Dumitrescu a obținut medalia de aur.
Un pic mai târziu, în același an, căpitanul aviator Dumitru Hubert a participat la un miting aerian desfășurat la Brașov. Avionul pilotat de el s-a prăbușit în fața a circa 10.000 de spectatori, s-a lovit de sol, iar pilotul a fost ucis pe loc. În Cimitirul Bellu militar, pe mormântul său, a fost amplasat un monument sculptat de Iosif Fekete. În prezent, o stradă din București poartă numele Căpitan Aviator Hubert Dumitru.